# Bians-les-Usiers
Bians-les-Usiers era una comuna francesa que estaba situada en el departamento de Doubs, de la región de Borgoña-Franco Condado, que el 1 de enero de 2024 pasó a formar parte de la comuna nueva de Val-d'Usiers como comuna delegada.

## Demografía
| Gráfica de evolución demográfica de Bians-les-Usiers entre 1800 y 2021 |
|                                                                        |

Los datos demográficos contemplados en este gráfico de la comuna de Bians-les-Usiers se han cogido de 1800 a 1999 de la página francesa EHESS/Cassini, y los demás datos de la página del INSEE.